# Czartorysk
Czartorysk (ukr. Чарторийськ, Czartoryjśk) – wieś na Ukrainie, w obwodzie wołyńskim, w rejonie kamieńskim, nad rzeką Styr. W 2001 roku liczyła ok. 1,8 tys. mieszkańców.
Do 2020 w rejonie maniewickim.
Do 2021 roku miejscowość nosiła nazwę Stary Czartorysk (ukr. Старий Чорторийськ, Staryj Czortoryjśk).

## Historia

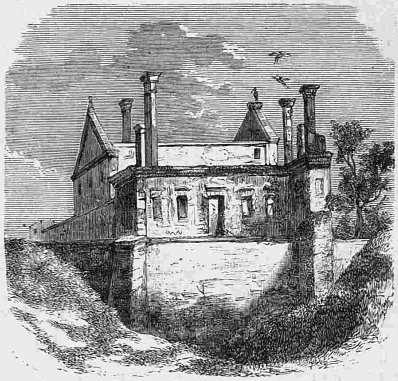
Ruiny zamku Czartoryskich w XIX w.

Pierwsza wzmianka o miejscowości pochodzi z 1100 roku, kiedy władzę nad miejscowością uzyskał kniaź Dawid Igorewicz. W 1228 roku miejscowość przypadła Danielowi Halickiemu, ale niedługo przeszła na własność kniaziów pińskich.
W 1431 roku doszło tu do rozejmu pomiędzy królem Władysławem Jagiełłą i zbuntowanym księciem Świdrygiełłą.
W latach 1442–1601 było to gniazdo rodzinne rodziny Czartoryskich. Następnie ród ten sprzedał miejscowe dobra Pacom. Kolejnymi właścicielami byli Leszczyńscy, Wiśniowieccy, Radziwiłłowie (po 1725 roku), a od połowy XIX wieku rząd rosyjski. W latach 1915–1916 w pobliżu miasteczka miały miejsce walki z udziałem Legionów Polskich; od tego wydarzenia pochodzi nazwa jednego ze wzgórz w okolicy, znanego jako Góra Polaków.

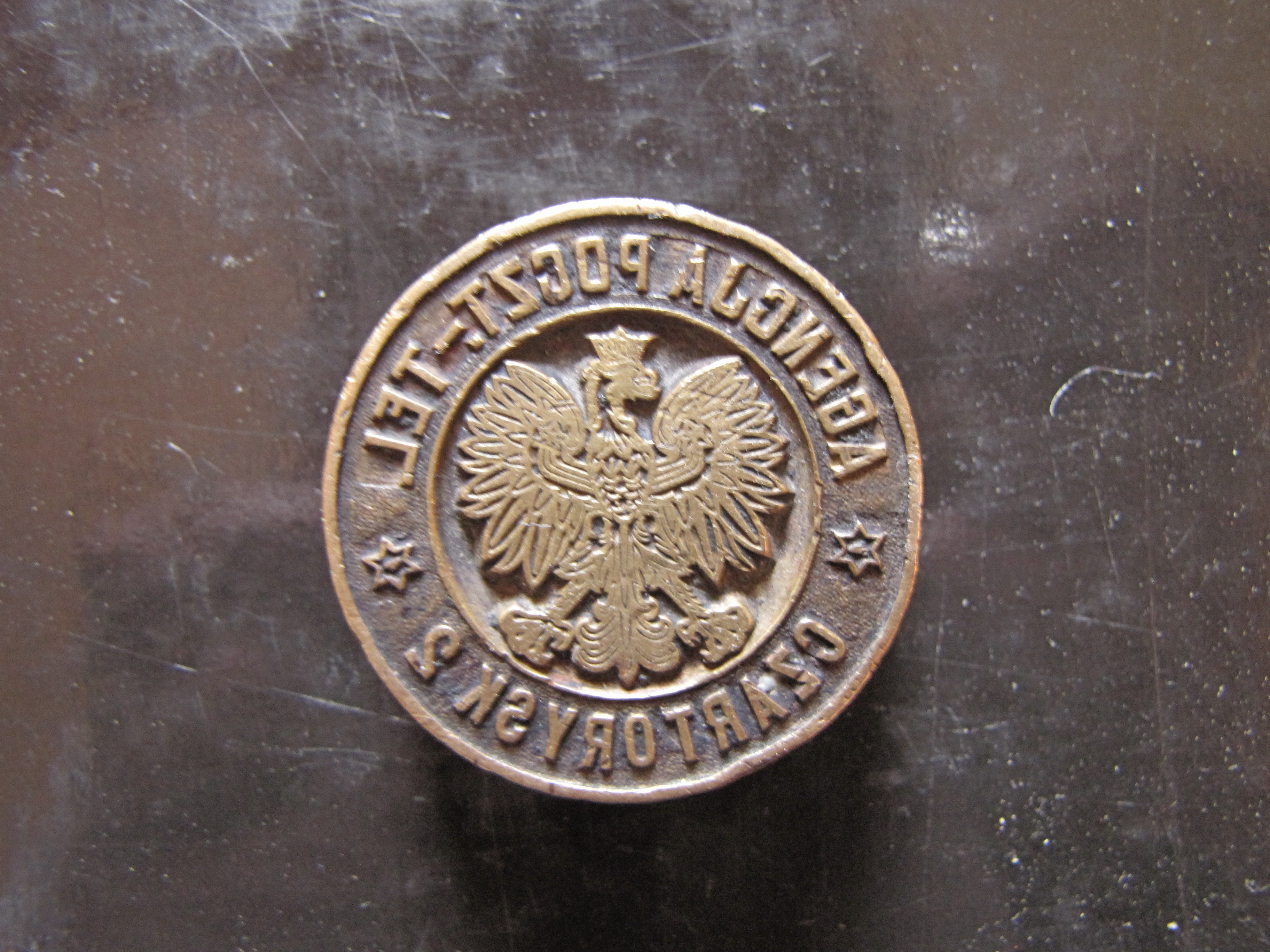
Stempel Agencji Pocztowo-Telegraficznej Czartorysk 2

W II Rzeczypospolitej miejscowość posiadała status miasteczka i należała do powiatu łuckiego w województwie wołyńskim.
Czartorysk posiadał połączenie kolejowe. Dworzec kolejowy Czartorysk będący jednocześnie placówką pocztową leżał na linii Kowel-Sarny. Placówka ta jest wymieniona w „Spisie urzędów i agencji pocztowych, telegraficznych i telefonicznych” z 1933 roku, jako agencja pocztowo-telegraficzna pierwszego stopnia. Oznaczało to, że w okresie roku przewidywano wykonanie przez nią od 8 do 12 tysięcy usług (np. przyjętych poleconych przesyłek pocztowych, listów wartościowych, paczek lub telegramów). Drugi stopień przewidywał wykonanie od 4 do 8 tysięcy usług rocznie.
Przed II wojną światową w miasteczku przeważała ludność ukraińska. Oprócz Ukraińców mieszkało tu kilka rodzin polskich i żydowskich.
We wrześniu 1939 roku Czartorysk znalazł się pod okupacją sowiecką. 29 czerwca 1941 roku został zajęty przez Wehrmacht. Niemcy eksterminowali Żydów z Czartoryska – około 300 osób rozstrzelano na uroczysku Kotelcy 27 lipca 1942 roku. W następnym roku Polacy mieszkający w miasteczku zostali zabici przez ukraińskich nacjonalistów podczas rzezi wołyńskiej.

## Zabytki

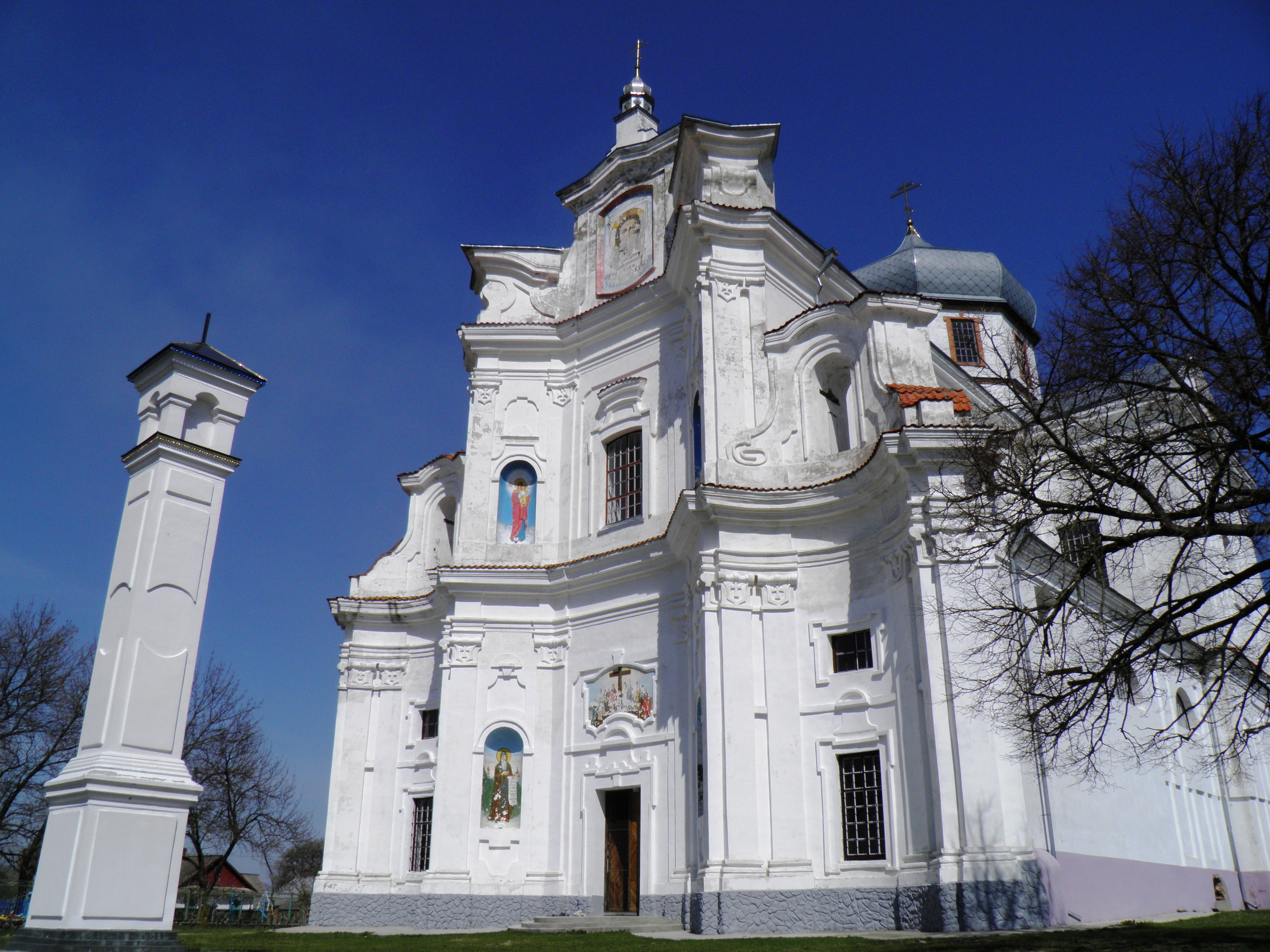
Dawny klasztor dominikański

- kompleks dawnego klasztoru dominikańskiego z XVII wieku, przebudowanego w XVIII wieku[3]. Klasztor został zlikwidowany w 1832 roku przez władze carskie, kościół był nadal czynny jako parafialny. Odebrany wiernym i zdewastowany po II wojnie światowej, od 1997 roku jest siedzibą monasteru Podwyższenia Krzyża Pańskiego[6].
- zamek Czartoryskich, nieistniejący.

## Urodzeni w Czartorysku
- Franciszka Urszula Radziwiłłowa – polska poetka